# Miki Chajjimowicz
Miki Chajjimowicz (hebr.: מִיקִי חַיְימוֹבִיץ׳, ang.: Miki Haimovich, ur. 15 czerwca 1962 w Tel Awiwie) – izraelska dziennikarka i polityk, od 2019 poseł do Knesetu.
W wyborach parlamentarnych w kwietniu 2019 po raz pierwszy dostała się do izraelskiego parlamentu z koalicyjnej listy Niebiesko-Biali.